# Słona woda (film)
Słona woda (ang. Saltwater) – niezależny amerykański film fabularny z 2012 roku, napisany przez Ronniego Kerra oraz wyreżyserowany przez Charliego Vaughna. Kerr wystąpił także w jednej z głównych ról; drugą rolę pierwszoplanową odegrał aktor i były rugbysta Ian Roberts. 
Bohaterami filmu są homoseksualiści Will i Josh, byli żołnierze, którzy zostają zeswatani przez przyjaciela. Projekt traktuje o znajdywaniu miłości i poszukiwaniu własnej drogi w życiu. 
Światowa premiera obrazu odbyła się 15 lipca 2012 w trakcie 18. dorocznego festiwalu QFest w Filadelfii.

## Obsada
- Ronnie Kerr as Will Baston
- Ian Roberts − Josh
- Justin Utley − Joe
- Bruce L. Hart − Rich
- Brent Alan Henry − Jack
- Jonathan Camp − Shawn
- Berna Roberts − Christine
- Will Bethencourt − Mike
- Jonathan Brett − Hank